# Bodhi Vamsa
Bodhi Vamsa, eller Mahabodhi-Vamsa, är en prosadikt på konstfullt sanskritiserad pali, skriven av Upatissa under Mahinda IV av Sri Lankas regeringstid, ungefär 980 e.Kr.
Det är en tolkning av ett tidigare existerande verk på singalesiska, på samma tema, och beskriver överlämnandet av en gren eller ett skott av det vördade Bo- eller Bodhiträdet (det vill säga Visdomsträdet, under vilket Buddha förvärvade sin visdom) till Sri Lanka under 200-talet f.Kr. Bodhi Vamsa citerar verser från Mahavamsa, men använder också material från andra källor. Det innehåller enstaka bevarade detaljer från en äldre tradition som inte återfinns i några andra kända källor.